# Graham Joyce
Graham Joyce (n. 22 octombrie 1954, Keresley, Anglia – d. 9 septembrie 2014, Leicester, Anglia) a fost un scriitor britanic de ficțiune speculativă, fiind deținătorul mai multor premii literare, incluzând și „Premiul O Henry”, pentru nuvelele și povestirile sale. Cea mai cunoscută nuvelă a sa se numește Dreamside.